# سولیکوو (استان اشوی‌داشکسیه)
سولیکوو (به لهستانی: Sulików) یک منطقهٔ مسکونی در لهستان است که در گمینا رادکوو (استان اشوی‌داشکسیه) واقع شده‌است.